# 마토치킨 해협

마토치킨 해협

마토치킨 해협(러시아어: Ма́точкин Шар)은 노바야제믈랴 제도의 세베르니 섬(북섬)과 유즈니 섬(남섬) 사이에 위치한 좁고 긴 해협이다. 동쪽의 카라해와 서쪽의 바렌츠해에 위치해 있다. 해안은 우뚝 솟아 있는 절벽이다. 길이는 약 100km이고 폭은 약 600m이다. 일 년의 대부분은 얼음으로 덮여 있다.